# 恵蘇郡
- 令制国一覧 > 山陽道 > 備後国 > 恵蘇郡
- 日本 > 中国地方 > 広島県 > 恵蘇郡

恵蘇郡（えそぐん）は、広島県（備後国）にあった郡。

## 郡域
1878年（明治11年）に行政区画として発足した当時の郡域は、庄原市の一部（七塚町、上原町、戸郷町、三日市町、掛田町、門田町、川北町、比和町三河内以西）にあたる。

## 歴史

### 近世以降の沿革
- 明治初年時点では全域が安芸広島藩領であった。「旧高旧領取調帳」に記載されている明治初年時点での村は以下の通り。（42村）

尾引村、下村、木戸村、上村、殿垣内村、田原村、下原村、上原村、三日市村、戸郷村、川北村、門田村、濁川村、市村、本郷村、高茂村、水越村、金田村、常定村、竹地谷村、大月村、向泉村、永田村、宮内村、湯木村、比和村、森脇村、古頃村、木屋原村、元常谷、三河内村、新市村、和南原村、高暮村、上里原村、下門田村、中門田村、奥門田村、南村、上湯川村、下湯川村、岡大内村
- 明治4年7月14日（1871年8月29日） - 廃藩置県により広島県の管轄となる。
- 明治11年（1878年）
  - 11月1日 - 郡区町村編制法の広島県での施行により、行政区画としての恵蘇郡が発足。「三次恵蘇郡役所」が三次郡上里村三次町に設置され、同郡とともに管轄。
  - 元常谷が木屋原村に合併。（41村）
- 明治22年（1889年）4月1日 - 町村制の施行により、以下の各村が発足。全域が現・庄原市。（7村）
  - 山内東村 ← 三日市村、上原村、下原村、戸郷村、田原村、市村
  - 山内西村 ← 殿垣内村、水越村、本郷村、高茂村、尾引村、木戸村、上村、下村
  - 口南村 ← 永田村、金田村、常定村、湯木村
  - 口北村 ← 向泉村、大月村、竹地谷村、宮内村
  - 高野山村 ← 新市村、上湯川村、下湯川村、和南原村、南村、中門田村、奥門田村、下門田村、岡大内村、高暮村、上里原村
  - 比和村 ← 比和村、森脇村、木屋原村、古頃村、三河内村
  - 山内北村 ← 川北村、濁川村、門田村
- 明治31年（1898年）10月1日 - 郡制の施行のため、奴可郡・三上郡・恵蘇郡の区域をもって比婆郡が発足。同日恵蘇郡廃止。

## 行政
三次・恵蘇郡長
| 代 | 氏名 | 就任年月日                | 退任年月日                | 備考                                   |
| -- | ---- | ------------------------- | ------------------------- | -------------------------------------- |
| 1  |      | 明治11年（1878年）11月1日 |                           |                                        |
|    |      |                           | 明治31年（1898年）9月30日 | 三上郡・奴可郡との合併により恵蘇郡廃止 |